# Interstellar (film)
Interstellar er en britisk-amerikansk science fiction-film fra 2014. Filmen er instrueret af Christopher Nolan, som også har skrevet manuskriptet i samarbejde med broren Jonathan Nolan. Matthew McConaughey, Anne Hathaway, Jessica Chastain, Casey Affleck, Michael Caine, Topher Grace, Wes Bentley, John Lithgow og Ellen Burstyn er blandt skuespillerne som medvirker i filmen.
Handlingen omhandler teorier indenfor gravitation, astrofysik, sorte huller og relativitetsteorien. Kip Thorne fungerede som videnskabelig konsulent på filmen.

## Handling
En plantesygdom er i færd med at ødelægge verdens landbrug og atmosfære. Tidligere NASA-pilot, Cooper, får tilbuddet om at deltage i en opgave, hvor mandskabet skal lede efter nye beboelige verdener. Målet er et planetsystem, som går i bane rundt om et supermassivt sort hul med hundrede millioner gange solens masse, som roterer med 99,8 procent af lysets hastighed. Vejen dertil går gennem et 2 kilometer bredt ormehul, hvoraf den ene åbning befinder sig ved Saturn og den anden åbning nær det sorte hul kaldet Gargantua, som befinder sig i en fjern galakse 10 milliarder lysår fra jorden.

## Rolleliste
- Matthew McConaughey som Cooper
- Anne Hathaway som Brand
- Jessica Chastain som Murph
  - Mackenzie Foy som Murph (10 år)
  - Ellen Burstyn som Murph (gammel)
- Casey Affleck som Tom
  - Timothée Chalamet som Tom (15 år)
- David Gyasi som Romilly
- Wes Bentley som Doyle
- Matt Damon som Dr. Mann
- Michael Caine som professor Brand
- John Lithgow som Donald
- Topher Grace som Getty
- Leah Cairns som Lois
- Liam Dickinson som Coop
- David Oyelowo som School Principal
- Elyes Gabel som Administrator
- William Devane som Williams
- Collette Wolfe som Ms. Hanley
- Bill Irwin som TARS (stemme)
- Josh Stewart som CASE (stemme)

## Produktion
Dette er den første filmen siden Christopher Nolans debut Following, hvor Wally Pfister ikke står for cinematografien. Pfister valgte i stedet at fokusere på sin instruktørdebut for Transcendence (2014). Nolan hyrede derfor Hoyte van Hoytema, som tidligere har arbejdet med Lad den rette komme ind (2008) og Dame, konge, es, spion (2011) som chef for cinematografien.
Steven Spielberg var i mange år sat til at instruere projektet og hyrede Jonathan Nolan til at skrive manuskriptet, men Spielberg valgte i stedet at lave andre projekter. Efter at han trak sig definitivt, foreslog Jonathan Nolan i stedet sin bror, Christopher, som instruktør. Spielberg kom dog med som producent.